# 埃胡尔韦
埃胡尔韦，是西班牙阿拉贡自治区特鲁埃尔省的一个市镇。总面积110平方公里，总人口220人（2001年），人口密度2人/平方公里。